# Fabio Cannavaro
Fabio Cannavaro (Nápoles, 13 de setembro de 1973) é um treinador e ex-futebolista italiano que atuava como zagueiro. Atualmente comanda o Dínamo Zagreb.
Considerado um dos maiores defensores da história do futebol italiano, foi o capitão da Seleção Italiana que conquistou a Copa do Mundo de 2006. Ao lado do goleiro Gianluigi Buffon, Cannavaro foi um dos únicos a terem atuado em todas as partidas da Itália no mundial realizado na Alemanha. Por conta das grandes atuações naquele ano, foi eleito o melhor jogador do mundo pela FIFA, sendo o único zagueiro a faturar o prêmio.
É irmão de Paolo Cannavaro, ex-futebolista que também atuou como zagueiro.

## Carreira como jogador

### Melhor do Mundo em 2006
O jogador recebeu no dia 27 de novembro de 2006 a Bola de Ouro, entregue pela revista France Football para o melhor jogador do futebol europeu. Além do título mundial da Itália naquele ano, acredita-se que este título deveu-se também à sua grande exibição pela temporada na Serie A pela Juventus, apesar dos escândalos envolvendo manipulação de resultados. Cannavaro foi o primeiro jogador na posição de zagueiro a vencer o prêmio. O último italiano a ser prestigiado havia sido Roberto Baggio, em 1993, também jogador da Juventus na época.
Ainda em 2006, no dia 18 de dezembro, foi eleito o melhor jogador do mundo pela FIFA naquele ano pela excelente performance na Copa do Mundo realizada na Alemanha.

### Doping
No dia 8 de outubro de 2009, foi anunciado que o futebolista foi pego no exame antidoping realizado após a partida entre Juventus e Roma, no dia 30 de agosto. Segundo informações, ele havia tomado uma injeção de cortisona no dia anterior a partida, para evitar uma reação alérgica a uma picada de uma abelha. Os médicos da Juventus comunicaram o caso a Seleção Italiana, que decidiu escalar o zagueiro contra a Geórgia e a Bulgária, nos dias 5 e 9 de setembro, respectivamente, pelas partidas das eliminatórias europeias. Somente após ouvir a versão do futebolista e o médico responsável, o Escritório de Procuradoria Antidoping da UEFA divulgará quais serão as punições aplicadas nesse caso.

### Saída da Juventus
Ao final da temporada 2009–10, foi dispensado melancolicamente pela Juventus. No dia 2 de junho de 2010 foi contratado pelo Al-Ahli, e atuou no futebol dos Emirados Árabes.
Cannavaro foi convocado pelo treinador Marcello Lippi para disputar a Copa do Mundo FIFA de 2010, a quarta Copa consecutiva (e última) de sua carreira.

### Aposentadoria
Aposentou-se do futebol no dia 9 de julho de 2011, após a frustrante participação da Seleção Italiana na Copa do Mundo FIFA de 2010. Na ocasião, a Itália foi eliminada ainda na fase de grupos com dois empates com Paraguai e Nova Zelândia (ambos por 1 a 1) e uma derrota para a Eslováquia por 3 a 2. Em dezembro, foi implicado em escândalo de manipulação de jogos na Itália.

### Jogo pelo New York Cosmos
Cannavaro disputou um amistoso contra o Manchester United no dia 5 de agosto de 2011. O jogo festivo marcou a despedida de Paul Scholes, lenda dos Diabos Vermelhos, e também marcou a volta para o futebol do New York Cosmos.

### Barasat
Em janeiro de 2012, Cannavaro foi "contratado" pelo Barasat, da Índia, para disputar apenas um torneio amistoso, juntamente com Hernán Crespo e Robert Pirès.

### Gols pela Seleção Italiana
| # | Data                   | Local          | Adversário | Placar | Resultado | Competição |
| - | ---------------------- | -------------- | ---------- | ------ | --------- | ---------- |
| 1 | 30 de maio de 2004     | Radès, Tunísia | Tunísia    | 0–4    | Vitória   | Amistoso   |
| 2 | 6 de fevereiro de 2008 | Zurique, Suíça | Portugal   | 3–1    | Vitória   | Amistoso   |

## Carreira como treinador
No dia 5 de novembro de 2014, foi indicado por seu ex-comandante na Seleção Italiana, Marcello Lippi, como novo técnico do Guangzhou Evergrande, de onde saiu após 13 jogos para a entrada do brasileiro Luiz Felipe Scolari, deixando a equipe na liderança da Superliga Chinesa.
Em 2016, assinou com o Tianjin Quanjian.

### Udinese
Foi anunciado como treinador da Udinese no dia 22 de abril de 2024, chegando para substituir Gabriele Cioffi. Poucos dias depois de escapar do rebaixamento na última rodada da temporada da Serie A, após uma dramática vitória por 1 a 0 fora de casa contra o Frosinone, que foi ultrapassado e acabou sendo rebaixado no lugar da Udinese, o clube anunciou a saída de Cannavaro.

## Títulos como jogador
Parma
- Copa da UEFA: 1998–99
- Copa da Itália: 1998–99 e 2001–02
- Supercopa da Itália: 1999

Real Madrid
- La Liga: 2006–07 e 2007–08
- Supercopa da Espanha: 2008

Seleção Italiana Sub-21
- Campeonato Europeu Sub-21: 1994 e 1996

Seleção Italiana
- Copa do Mundo FIFA: 2006

### Prêmios individuais
- Seleção da Eurocopa: 2000
- Bola de Prata da Copa do Mundo FIFA: 2006
- Seleção da Copa do Mundo FIFA: 2006
- Futebolista do Ano da Serie A: 2006
- Futebolista Italiano do Ano da Serie A: 2006
- Defensor do Ano da Serie A: 2006
- Equipe do Ano da UEFA: 2006
- Ballon d'Or: 2006
- Jogador do Ano da FIFA: 2006
- Seleção da década de 2000 (Sports Illustrated)[23]
- IFFHS ALL TIME DREAM TEAMS ITALY (Time B)[24]

## Títulos como treinador
Tianjin Quanjian
- Primeira Liga Chinesa: 2016

Guangzhou Evergrande
- Supercopa da China: 2018
- Superliga Chinesa: 2019

### Prêmios individuais
- Treinador do Ano pela Associação Chinesa de Futebol: 2017

## Filmografia
| Ano  | Filme                                 | Papel     | Ref.   |
| ---- | ------------------------------------- | --------- | ------ |
| 2008 | Porque hay cosas que nunca se olvidan | Ele mesmo | [ 25 ] |